# موزاية
موزاية هي إحدى بلديات ولاية البليدة وتقع غرب عاصمتها وهي أيضا عاصمة دائرة موزاية. تحدها شرقا بلدية الشفة التابعة لها إداريا، غربا مدينة العفرون، شمالا مدينة الحطاطبة وجنوبا عين الرمانة. تبعد عن قلب ولاية البليدة بمسافة 10 كم.
المدينة عريقة من مدن سهل متيجة فقد تأسست في عهد الاستعمار الروماني للمنطقة.
تشتهر مدينة موزاية بمياه موزاية المعروفة منذ 1883. كما أنها منطقة صناعية بها عدة شركات كمصنع عمور وعجائن ومشروبات سيم وهي الشركة الأولى التي صنعت الكسكس وقد فازت بأكبر طبق كسكس عالميا لتسجل بذلك في كتاب غينس. تشتهر مدينة موزاية بأقدم اكمالية في المنطقة وهي اكمالية نادر قدور التي تأسست عام 1935 .
موزاية مدينة سهلية اجمالا، تتموقع في قلب سهل متيجة، تمتاز بمزارع الخضار والفواكه والقمح والشعير المتربعة على أغلبية مساحة المنطقة. يقابلها من الجنوب جبل تامزغيدة التابع لمحمية الشريعة والذي يبلغ ارتفاعه إلى أكثر من 1400 متر والذي تكسوه الثلوج غالبية فصل الشتاء، تتموضع في أعلى قمته بحيرة الضايا وهي في الأصل فوهة بركان خامد امتلأت بالمياه على مر السنين.
مدينة موزاية زاخرة بالكثير من المواقع والفواصل التاريخية، وأشهرها «الأثار» (Les ruines) المسمى حاليا حي الشهيد بن عيشوبة قدور، وهي مدينة رومانية قديمة مازالت بعض بقاياها من جدران وقبور موجودة لحد الآن والتي تنثدر مع الوقت بسبب التوسع العمراني.